# Food Rocks

Food Rocks est une ancienne attraction du pavillon The Land à Epcot présentée par Nestlé. C'était un spectacle musical avec des personnages audio-animatronics.

## Synopsis
Le spectacle était une parodie d'un concert de rock. Les personnages audio-animatronics avaient la forme d'aliments, mais avec un comportement humain. La musique était basée sur des chansons populaires de groupes connus. Les paroles des chansons avaient été modifiées pour prendre le thème de la nutrition :
- Les Peach Boys chantaient Good Nutrition (Les Beach Boys, Good Vibrations)
- Chubby Cheddar
- Pita Gabriel

## L'attraction
Elle remplaça le précédent Kitchen Kabaret présenté par Kraft Foods lors du changement de partenaire du pavillon en 1994. Elle dut être fermée afin de construire un accès pour Soarin' dupliquée d'après l'attraction du parc Disney California Adventure et ouverte en 2005. Les personnages subirent un sort peu enviable, ils ont été récemment proposés aux enchères sur le site eBay.
- Ouverture : 26 mars 1994[1]
- Fermeture : 3 janvier 2004
- Durée : 12 min 39
- Partenaire : Nestlé
- Type d'attraction : théâtre assis
- Situation : 28° 22′ 25″ N, 81° 33′ 08″ O
- Attraction précédente : Kitchen Kabaret 1er octobre 1982 - mars 1994
- Attraction suivante : entrée de Soarin' depuis 2005

## Le saviez-vous?
Les attractions Kitchen Kabaret et Food Rocks ont un personnage en commun :  le carton de lait.